# Tetramesa inaequalis
Tetramesa inaequalis är en stekelart som först beskrevs av Thomson 1876.  Tetramesa inaequalis ingår i släktet Tetramesa och familjen kragglanssteklar. Arten är reproducerande i Sverige. Inga underarter finns listade i Catalogue of Life.